# Az 1956-os forradalom és Románia
Magyarország 1956-os forradalma nem vezetett felkeléshez a romániai magyarság körében, de a forradalom leverése után ürügyül szolgált olyan intézkedésekhez, amelyek jelentősen megnehezítették a romániai magyar kisebbség életét.
Bár Románia területén a temesvári tüntetésen és bukaresti diákmegmozdulásokon kívül nem zajlottak le a magyar forradalom eseményeihez hasonlók, a kisebbségi magyarokat sujtó megtorlás nagyságrendileg a magyarországihoz hasonló számú emberéletbe került. (A valós szám azonban nagyobb is lehet.)
Románia ugyancsak fontos szerepet vállalt a forradalmat követő megtorlás előkészítésében.

## Román intézkedések a forradalom kitörése után
A magyar forradalom kitörése után a román vezetés óvintézkedéseket tett, mert attól tartottak, hogy a szomszédos országból Romániába is átterjedt a forrongás. 1956. október 24-ei ülésén a Román Munkáspárt Központi Vezetősége szigorú intézkedésekről döntött. Bevezették a cenzúrát, felduzzasztották a határőrség létszámát és riadókészültséget rendeltek el a hadsereg gyorshadtesteinél. Ugyanakkor beindult a propagandagépezet is, hogy felélessze a román tömegekben a félelmet Erdély újbóli elvesztésétől.

## Egyéb események
- A forradalom kitörése után négy 16 év körüli baróti fiatal megkísérelt átszökni a határon, hogy fegyverrel harcoljanak a magyar szabadságért. Ketten át is jutottak, őket azonban 1957 elején a magyar hatóságok visszatoloncolták Romániába és súlyos börtönbüntetést kaptak. Sokakat már akkor tartóztattak le, amikor megkíséreltek Magyarországra szökni.
- Ugyancsak kevéssel a forradalom után a brassói 4-es számú líceum tizedik osztályos magyar diákjai megalapították az EMISZ ifjúsági szervezetet, hogy tovább éltessék a magyarországi forradalom eszméjét, és felvállalják a székelység sorskérdéseit. A hatalom 1958-ra felszámolta a szervezetet, 79 – többnyire tizenéves – személyt ítéltek nehéz börtönre vagy kényszermunkára.[2] Tiszteletükre 2006-ban a magyar nagykövetség emléktáblát avatott az iskolaépület homlokzatán.

## Következmények

### Támadás a magyar oktatás ellen
Az 1956-os események, mint ürügy legtartósabb súlyos következménye a magyar nyelvű oktatási rendszer felszámolásának felgyorsítása volt. 1959 februárjában megszűnt az önálló magyar Bolyai Tudományegyetem. Az egyetem megszüntetése ellen Szabédi László költő és Csendes Zoltán prorektor öngyilkossággal tiltakoztak.
Az egyetem elleni korábbi támadások mutatták, hogy a magyar forradalom után végrehajtott elnyomó intézkedéseket a román hatóságok régen tervezték, csak ürügyre vártak. A Bolyai Tudományegyetemet a román hatalom a szeparatizmus fészkének tartotta, ellene már 1955-től súlyos támadások folytak. Az oktatásügyi minisztérium például azt terjesztette, hogy az egyetem „túltermeli” a magyar végzetteket. Még a forradalom előtt, 1956 nyarán megpróbálták felszámolni az egyetem történelem karát, később koholt vádakkal elbocsátották a társadalomtudományi kar több oktatóját (Saszet Géza, Keszi-Harmat Edit és Keszi-Harmat Sándor).
A forradalom idején a rivális román egyetem, a Babeș Tudományegyetem rektornője, Raluca Ripan másokkal együtt azt terjesztette el a román hallgatóság közt, hogy a magyarok Erdély elrablására készülnek.

### Perek,halálos ítéletek
A forradalom elfojtása alkalmat adott a román államnak arra is, hogy leszámoljon a magyar értelmiség veszélyesnek ítélt részével is.
Nagy számban indultak perek. A legsúlyosabb következményekkel a Szoboszlay-per zárult, ebben 11 embert ítéltek halálra és tízet ki is végeztek. Az ún.  érmihályfalvi csoport perében 31 embert ítéltek el, köztük kettőt kivégeztek. Ugyanitt,  Szamosújváron végezték ki Szígyártó Domokost is. 
A halálos áldozatokkal járó megtorlás módszerei Romániában mások voltak, mint Magyarországon. Bár nálunk is sokan haltak meg a börtönben, illetve bántalmazás következtében, Romániában a törvényi felhatalmazás nélkül vett bosszú több áldozatot követelt. A román börtönökben a kínzások következtében mintegy hatvanan vesztették életüket. A veszteséglista nem teljes: valószínűleg sohasem fog kiderülni, hány – a forradalom után elhajtott – magyar halt meg a jilavai gulágokon.

### Bibliográfia
- Granville, Johanna, The First Domino: International Decision Making During the Hungarian Crisis of 1956, Texas A & M University Press, 2004. ISBN 1585442984
- 1956 Erdélyben – Politikai elítéltek életrajzi adattára 1956-1965, szerkesztő: Dávid Gyula, Polis Könyvkiadó, Erdélyi Múzeum-Egyesület, Kolozsvár, 2006,